# جبال زلينجورا
زلينجورا هي سلسلة جبال تقع في الحديقة الوطنية للبوسنة والهرسك . يبلغ ارتفاعها ( 2,014 ) متر. 

## الطوبوغرافية
مجموعة زلينجورا هي جزء من جبال الألب الدينارية وتتألف بشكل كبير من الصخور الرسوبية الثانوية ، ومعظمها من الحجر الجيري.

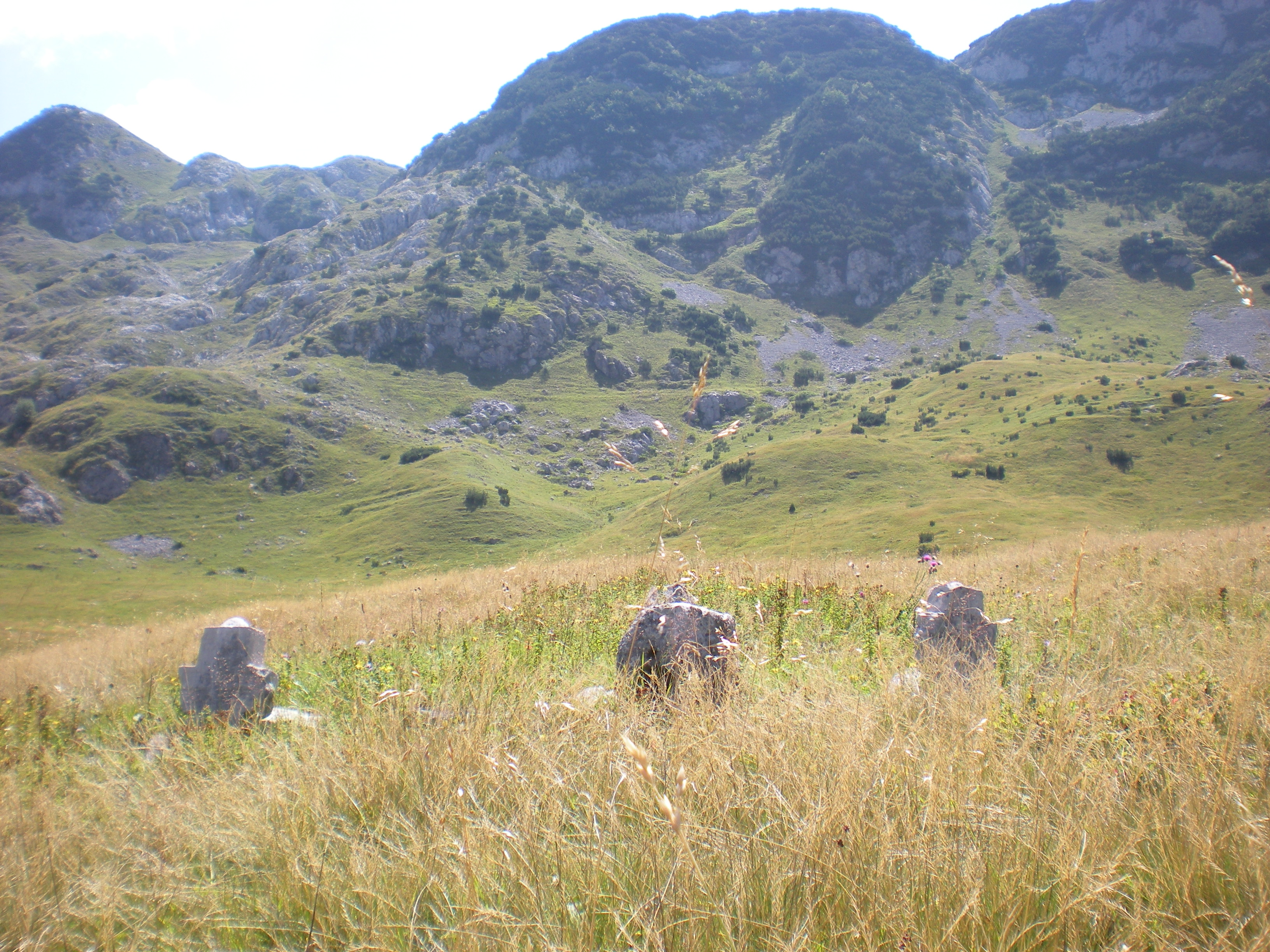
زلينجورا

## وصلات خارجية
جبال الألب الدينارية
البوسنة والهرسك
نهر نيريتفا